# L'Interprète
Pour les articles homonymes, voir Interprète.
« The Interpreter » redirige ici.  Pour le film de Guy Ritchie, voir  The Interpreter (film, 2023).
Pour plus de détails, voir Fiche technique et Distribution.
L'Interprète (The Interpreter) est un film américano-franco-germano-britannique réalisé par Sydney Pollack et sorti en 2005.
L'Interprète est le premier film à avoir reçu les autorisations pour filmer l'intérieur du bâtiment de l'ONU.

## Synopsis
Sylvia Broome est interprète au siège de l'ONU, à New York. Alors qu'elle passe dans sa cabine de travail, elle surprend une conversation en ku, langue (imaginaire) africaine qu'elle est une des rares à connaître. Comprenant qu'il s'agit de la planification d'un assassinat visant le président de la République (fictive) du Matobo pendant sa visite aux États-Unis quelques jours plus tard, elle informe la police. Un enquêteur du Secret Service, Tobin Keller, est affecté à l'enquête. Les relations qu'il entretient avec Sylvia lui font éprouver des sentiments pour cette femme que personne ne connaît vraiment. Petit à petit, il découvre certaines informations sur son passé pour le moins troublant : Sylvia a la double nationalité des États-Unis et du Matobo, où elle a grandi.

## Fiche technique
Sauf indication contraire, les informations mentionnées dans cette section peuvent être confirmées par la base de données cinématographiques IMDb,  présente dans la section « Liens externes ».
- Titre français : L'Interprète
- Titre original : The Interpreter
- Réalisation : Sydney Pollack
- Scénario : Charles Randolph, Scott Frank et Steven Zaillian, avec la participation non créditée de Martin Stellman et Brian Ward
- Musique : James Newton Howard
- Photographie : Darius Khondji
- Montage : William Steinkamp
- Production : Tim Bevan, Eric Fellner et Kevin Misher
- Sociétés de production : Universal Pictures, Working Title Films, Misher Films, Mirage Enterprises, StudioCanal et Motion Picture JOTA Produktions
- Société de distribution : Universal Pictures
- Pays de production :  États-Unis,  Royaume-Uni,  France,  Allemagne
- Budget : 80 000 000 USD
- Langues originales : anglais, ku (langue fictive), français
- Genre : drame, thriller politique
- Durée : 120 minutes (2 h 0)
- Dates de sortie : 
  - Australie : 4 avril 2005 (avant-première à Sydney)
  - États-Unis : 22 avril 2005
  - Belgique et Suisse romande : 1er juin 2005
  - France : 8 juin 2005

## Distribution
- Nicole Kidman (V. F. : Danièle Douet ; V. Q. : Anne Bédard) : Sylvia Broome
- Sean Penn (V. F. : Emmanuel Karsen ; V. Q. : Sébastien Dhavernas) : Tobin Keller
- Catherine Keener (V. F. : Déborah Perret ; V. Q. : Nathalie Coupal) : Dot Woods
- Jesper Christensen (V. F. : Féodor Atkine ; V. Q. : Marc Bellier) : Nils Lud
- Yvan Attal (V. F. : lui-même ; V. Q. : Benoit Éthier) : Philippe
- Earl Cameron (V. F. : Jean-Baptiste Tiemele ; V. Q. : Vincent Davy) : Zuwanie
- George Harris (V. F. : Tola Koukoui ; V. Q. : Jean-Luc Montminy) : Kuman-Kuman
- Michael Wright (V. F. : Bruno Henry ; V. Q. : Benoît Rousseau) : Marcus
- Clyde Kusatsu (V. F. : Christian De Smet ; V. Q. : Daniel Lesourd) : le commissaire principal Lee Wu
- Eric Keenleyside (V. F. : Jean-Jacques Moreau ; V. Q. : Guy Nadon) : Rory Robb
- David Zayas (V. F. : Bernard Métraux) : Charlie Russel
- Hugo Speer (V. F. : Patrick Béthune) : Simon Broome
- Maz Jobrani (V. F. : Pascal Germain) : Mo
- Yusuf Gatewood (V. F. : Omar Yami) : Doug
- Curtiss Cook (V. F. : Daniel Lobé) : Ajene Xola
- Robert Clohessy (V. F. : Xavier Fagnon) : l'agent King
- Terry Serpico (V. F. : Tony Joudrier) : l'agent Lewis
- David Wolos-Fonteno (V. F. : Robert Blanchet) : Phillip Ostroff
- Sydney Pollack (V. F. : Jean Lagache) : Jay Pettigrew
- Byron Utley : Jean Gamba

Source : Version française (V. F.) sur Voxofilm et Version québécoise (V. Q.) sur Doublage Québec.

## Distinctions

### Récompenses
- Los Angeles Film Critics Association Awards 2005 : meilleure actrice dans un second rôle pour Catherine Keener (également récompensée pour The Ballad of Jack and Rose, 40 ans, toujours puceau et Truman Capote)
- Huabiao Film Awards 2005 : meilleur film étranger traduit
- ASCAP Film and Television Music Awards 2006 : Top Box Office Films pour James Newton Howard

### Nominations
- Golden Trailer Awards 2005 : meilleur drame
- National Society of Film Critics Awards 2006 : meilleure actrice dans un second rôle pour Catherine Keener (également nommée pour The Ballad of Jack and Rose, 40 ans, toujours puceau et Truman Capote)

## Ku
Le ku est une langue fictive qui a été spécialement créée pour le film, à la demande du réalisateur, Sydney Pollack.
 
Parlé dans le pays africain fictif du Matobo, le ku a été fabriqué par le linguiste Said el-Gheithy, directeur du Centre for African Language Learning (« Centre pour l’apprentissage des langues africaines »), à Covent Garden à Londres.

Ce linguiste a retenu des éléments du shona et du swahili, des langues parlées en Afrique orientale et en Afrique australe, pour aboutir à cette langue fictive.
Le ku a son propre dictionnaire et el-Gheithy a créé toute une culture et une histoire qui accompagnent cette langue fictive.
Ainsi, la langue parlée par les Tobosa, la population de la « République Démocratique du Matobo » (état fictif), bien qu'appelée ku par les étrangers, s'appelle chitob uk u pour les autochtones, ce qui signifie : la langue du peuple Tobosa. Ch'itoboku serait alors la seule survivance de l'ancienne langue bantoue. Selon la tradition orale des Tobosa, les langues bantoues modernes parlées en Afrique subsaharienne seraient dérivées du ku. Cette langue ne connaît pas les genres, le seul pronom a désigne tant un sujet masculin que féminin. La langue ch'itoboku tend à être prolixe et même le discours ordinaire recherche l'élégance de la poésie.
Comme c'est le cas dans la plupart des cultures africaines, les coutumes des Tobosa reposent sur l'âge et le sexe. Conformément à l'ancienne tradition, les aînés saluent les jeunes en premier et les femmes prennent la parole avant les hommes. Lorsqu'ils se rencontrent, les Tobosa se saluent d'abord oralement, puis leurs fronts se touchent. Le salut le plus couramment utilisé est sonna, signifiant « bonjour ». Une façon plus énergique de se saluer est kwanbu, à quoi on répondra kwamb uk uu, ce qui signifie : « Et vous, comment allez-vous ? »
Le mot « merci » n'existe pas en ku, mais les Tobosa connaissent différentes façon d'exprimer leur reconnaissance. Le mot tenane sert à manifester sa gratitude et se dit en tapant des mains. Éternuer pendant une conversation traduit un sentiment de doute. Au moment de se quitter, on dira digai, ce qui signifie littéralement : « Tu ne pars pas pour toujours, nous nous reverrons », à quoi on répondra digaidigai.
La langue et la culture tobosa ont subi l'influence du monde extérieur, avec le colonialisme d'abord, puis sous l'influence de la mondialisation. La technologie moderne s'est fait une place dans le vocabulaire moderne du ku, un ordinateur se dira par exemple kompyutanga.

### Citation
« Nous sommes kepéla. Cela signifie se faire face en étant chacun sur une rive. » (Nicole Kidman en tant que Silvia Broome dans L'interprète.)

## Autour du film
- La République du Matobo est un État fictif évoquant fortement le Zimbabwe : son drapeau, visible dans le film, est fortement similaire au drapeau du Zimbabwe ; l'emblème du MDC (l'un des principaux partis politiques zimbabwéens) est brandi par les manifestants dans le film ; Edmond Zuwanie, président fictif du Matobo, est comme Robert Mugabe, le président du Zimbabwe, un ancien chef de guérilla devenu dictateur ; enfin le nom Matobo rappelle les Monts Matobo, chaîne de montagnes du Zimbabwe.
- Inocencio Arias (en), ambassadeur d'Espagne auprès des Nations unies, et le prince Zeid Ra’ad Zeid Al-Hussein, ambassadeur de la Jordanie auprès des Nations unies, ont dit avoir été déçus de n'avoir pas pu s'incarner eux-mêmes à l'écran pour ce film[5].
- Nicole Kidman prononce quelques phrases en français dans la version originale.
- Une scène du film montre Kidman jouant de la flûte. Tout comme pour le français et le ku (voir plus haut), elle a en effet également suivi des cours de musique pour préparer son rôle.